# Cantó de Bastia-4
El cantó de Bastia-4 és una divisió administrativa francesa situat al departament de l'Alta Còrsega i a la Col·lectivitat Territorial de Còrsega. Comprèn el districte de Cimballo de Bastia.

## Administració

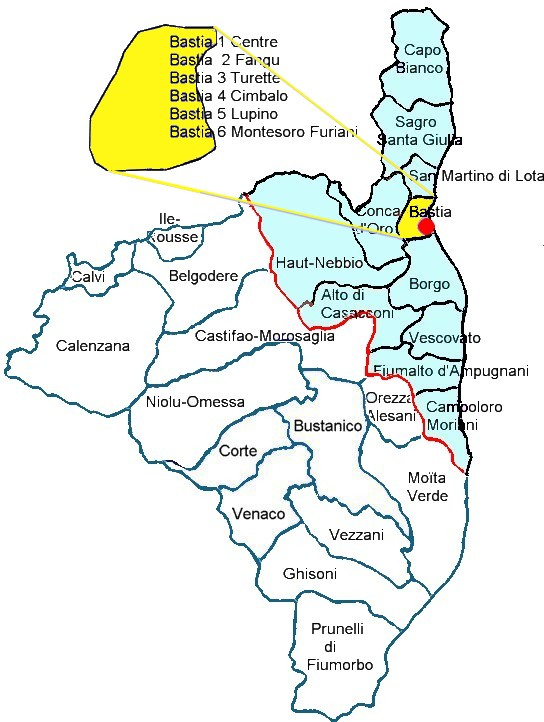
Localització del cantó de Bastia-Cimballo

| Període | Identitat              | Partit | Qualitat |  |
| ------- | ---------------------- | ------ | -------- |  |
| 2001-   | Jean-Baptiste Raffalli | PRG    |          |  |

## Composició
| Nom    | Població   | Codi Postal | Codi Insee |  |
| ------ | ---------- | ----------- | ---------- |  |
| Bastia | 37 884 (1) | 20200       | 2B033      |  |

(1) fracció de municipi